# Adrián Marín Gómez
Adrián Marín Gómez (Torre Pacheco, 9 de gener de 1997) és un futbolista professional murcià que juga com a lateral esquerre pel club SC Braga de la Primeira Liga.

## Carrera de club

### Vila-real
Marín va ingressar al planter del Vila-real CF el 2009 a 12 anys. Va debutar com a sènior amb el Vila-real CF C la temporada 2013–14 a Tercera Divisió, i el mateix any va jugar també amb el Vila-real CF B a la segona divisió B.
El maig de 2014, Marín fou convocat amb el primer equip per Marcelino García Toral pel viatge de pretemporada a l'Àsia. També va jugar amb el primer equip en partits amistosos contra el CF Reus Deportiu i Middlesbrough FC.
Marín va jugar el seu primer partit com a professional el 28 d'agost de 2014, entrant com a suplent de Jaume Costa al minut 57 d'una victòria per 4–0 a casa contra el FK Astana a la Lliga Europa de la UEFA 2014–15. La seva primera aparició a La Liga va ocórrer el 14 de setembre, quan fou titular en un empat 0–0 contra el Granada CF.
El 20 de juliol de 2016, Marín fou cedit al CD Leganés, per la temporada 2016–17. Posteriorment va ampliar el contracte amb el Vila-real fins al 2021, i fou assignat al primer equip.

### Alavés
El 9 d'agost de 2018, Marín va signar contracte per tres anys amb el Deportivo Alavés. Durant els seus dos anys i mig a l'Estadi de Mendizorrotza, només va jugar-hi 28 partits competitius.

### Granada
L'1 de febrer de 2021, Marín va fitxar pel Granada CF amb un contracte per dos anys i mig. El 30 d'agost fou cedit al club portuguès de la Primeira Liga FC Famalicão per un any. Va jugar un total de 33 partits durant la seva etapa en aquest últim equip, marcant quatre gols.

### Gil Vicente
El 13 d'agost de 2022, Marín va signar un contracte de dos anys amb el Gil Vicente FC, també de la màxima categoria portuguesa. El 23 d'octubre, va ser expulsat en els últims segons de la primera part, quan el seu equip guanyava per 1-0, cosa que va permetre els locals del GD Chaves remuntar i guanyar per 3-1.

### Braga
Marín va signar un contracte de tres anys amb l'S.C. Braga del mateix país i lliga el 20 de juny de 2023, He played 37 matches in all competitions during his tenure, marcant el seu únic gol l'1 d'agost de 2024 en una victòria per 5-0 contra el Maccabi Petah Tikva FC a la segona ronda de classificació de l'Europa League.

## Internacional
Marín va tenir la seva única internacionalitat amb Espanya a nivell sub-21 el 24 de març de 2016, en una derrota per 3-0 a casa contra Croàcia sub-21 a la fase de classificació pel Campionat d'Europa de la UEFA 2017.